# Pynnölänsaari (ö i Södra Savolax)
Pynnölänsaari är en ö i Finland.   Den ligger i kommunen Kangasniemi i den ekonomiska regionen  S:t Michel och landskapet Södra Savolax, i den södra delen av landet, 240 km norr om huvudstaden Helsingfors. Pynnölänsaari ligger i sjön Lääminkijärvi.